# Noora bint Hathal Al Dosari
Noora bint Hathal Al Dosari (...) è la terza moglie dell'emiro Tamim bin Hamad Al Thani del Qatar.

## Biografia
Il 25 febbraio 2014 sposò a Doha l'emiro Tamim bin Hamad Al Thani.

## Discendenza
Noora bint Hathal Al Dosari e Tamim bin Hamad Al Thani hanno tre figli e una figlia:
- Sceicco Joaan (27 marzo 2015);
- Sceicco Mohammed (Doha, 17 luglio 2017);
- Sceicco Fahad (16 giugno 2018);
- Sceicca Hind (5 febbraio 2020).